# Parry Sound (distrito)
O Distrito de Parry Sound é uma região administrativa da província canadense de Ontário. Sua capital é Parry Sound.